# Tmesisternus teragrammus
Tmesisternus teragrammus là một loài bọ cánh cứng trong họ Cerambycidae.